# Lamproscatella harrisoni
Lamproscatella harrisoni är en tvåvingeart som beskrevs av Mathis, Zatwarnicki och John W.M. Marris 2004. Lamproscatella harrisoni ingår i släktet Lamproscatella och familjen vattenflugor. Inga underarter finns listade i Catalogue of Life.